# Biduanda bangkaiensis
Biduanda bangkaiensis is een vlinder uit de familie van de Lycaenidae. De wetenschappelijke naam van de soort is voor het eerst geldig gepubliceerd in 1926 door Ribbe.